# Batrachoseps simatus
Batrachoseps simatus é um anfíbio caudado da família Plethodontidae endémica dos Estados Unidos.
Está presente na Califórnia ao longo do Kern River Canyon em pequenas colónias isoladas. As suas populações presumem-se estáveis, sendo localmente abundantes.
O seu habitat inclui florestas temperadas e zonas de arbustivas.
Não são conhecidas ameaças imediatas à sua conservação.